# UDK Discordia
UDK Discordia, vardagligt Discordia, är damkören vid Uplands Nation i Uppsala.
Kören består av 30 kvinnliga sångare under ledning av Hallie Reed Slettengren. Kören framträder med egna konserter, serenadsjungningar, vid nationssittningar samt företagstillställningar och privata fester.

## Historia
Kören startades 2013 av en grupp kvinnliga sångare från Kalmar Nations blandkör för att bredda utbudet av serenader för damkör. Discordia grundades under ledning av Karolina Jörgensen, som kom att leda kören under dess första tre år. Sedan hösten 2016 är Simon Arlasjö dirigent.

## Verksamhet
Som nationskör ingår uppgiften att underhålla på nationens sittningar, baler och gasker. Kören sjunger även i andra sammanhang, såsom för fest och firande för organisationer och privatpersoner. Kören anordnar även egna konserter och evenemang, vanligtvis en konsert per termin. Utöver detta deltar kören i bland annat Körkonventets aktiviteter, det vill säga Nationskörsfestivalen som traditionellt hålls i Universitetsaulan varje vår samt välgörenhetskonserten som hålls i Uppsala domkyrka varje höst. Våren 2014 hölls ett körsamarbete med Västgöta nations manskör och hösten 2016 deltog kören i Sveriges första damkörsfestival, arrangerad av La Cappella.

## Repertoar
Kören har kommit att bli mest trogen till klassisk körmusik och folkmusik, och fortsätter förföra studenter med sina serenader. I standardrepertoaren finns också Upplandssången, arrangerad speciellt för kören. Den 10 november 2018 gjorde Discordia sverigepremiär för Kristopher Fultons "Valkyrie".

### Stycken framtagna för kören
- Upplandssången - arrangerad av Niklas Caster
- Now Sleeps the Crimson Petal – Alfred Tennysons dikt tonsatt av Elias Castegren[2]
- Stjärnorna – Edith Södergrans dikt tonsatt av Elias Castegren[3]
- Figs from Thistles – dikter av Edna St. Vincent Millay tonsatta av Elias Castegren

## Dirigenter
- 2013–2016 Karolina Jörgensen
- 2016–2022 Simon Arlasjö
- 2022– Hallie Reed Slettengren